# Ahmed Haroun
Ahmed Mohammed Haroun (eller Ahmad Harun أحمد هارون) är en av två sudaneser som åklagaren vid Internationella brottmålsdomstolen (ICC) vill åtala för brott mot mänskligheten. Den andre åtalade är Ali Kushayb.
Haroun föddes 1964 i Shamal Kurdufan (norra Kordofan), Sudan. Han är utbildad advokat och var på sin tid Sudans yngste minister. Han har mobiliserat och tränat krigare att attackera civilpersoner under oroligheter i Darfur i södra Sudan.
Han är misstänkt för tortyr, mord, våldtäkt med flera brott i sammanlagt 51 åtalspunkter. Offren är män, kvinnor och barn av Furstammen från Kodoom, Bindisi och Mukjar.
Haroun häktades av Internationella brottmålsdomstolen (ICC) 27 april 2007.
Den sudanesiska regeringen har vägrat att lämna ut honom under ett - i och för riktigt påstående - att Sudan inte har undertecknat Romstadgan och därför har ICC ingen jurisdiktion i Sudan.
Istället har sudanesiska regeringen utsett honom att leda en nationell undersökning om de påstådda brotten.
Han blev i maj 2009 guvernör i Janub Kurdufan.

## Fotnoter
1. ↑  Beslut av Trial Chamber 1 https://web.archive.org/web/20070610224907/http://www.icc-cpi.int/library/cases/ICC-02-05-01-07-2-Corr_English.pdf
2. ↑  Romstadgan på svenska